# Matteo Pessina
Matteo Pessina (21. duben 1997 Monza, Itálie) je italský fotbalový záložník, který od léta 2022 hraje za Monza. Účastnil se ME 2020, kde získal zlatou medaili.

## Kariéra

### Klubová
V roce 2007 začal hrát v mládežnickém sektoru Monzy. V sezóně 2014/15, přesně 6. ledna 2015, odehrál první utkání za dospělé a také se radoval z první vstřelené branky. Sezónu zakončil vstřelením 3 branek ve 20 zápasech ve 3. lize. Také díky jeho 3 brankám klub vyhrál v play out a nesestoupil.
Navzdory záchraně se klub topil v dluzích a vyhlásil bankrot. Hráč se přestěhovala do Milána za 30 000 Euro, což je částka, která konkurzním správcům umožňuje platit mzdy zaměstnanců. Rossoneri jej obratem poslalo na hostování do třetiligové Lecce, kde setrval do ledna 2016. Moc využíván nebyl a tak byl poslán na půlroční hostování do Catanie, kde odehrál jen jedno utkání.
V létě 2016 byl znovu poslán na hostování, tentokrát do Coma. S týmem pravidelně nastupoval a odehrál zde 35 zápasů v lize kde vstřelil 9 branek. Dne 7. července 2017 byl součástí prodeje Contiho z Atalanty do Milána. Dne 25. srpna 2017 byl opět poslán na hostování do druholigové Spezie. Sezonu zakončil s bilancí: 38 utkání a 2 branky. Navíc byl vyhlášen nejlepším mladým hráčem Serie B.
Po skončení hostování se vrátil do Atalanty, za kterou debutoval 21. října 2020 v LM při výhře 4:0 na hřišti Midtjylland. Poté, co první měsíce sezóny strávil občasným střídáním z lavičky, od listopadu byl více využíván a 3. ledna 2021 vstřelil svůj první gól, v domácím zápase 5:1 proti Sassuolu. V lize obsadil 3. místo a v domácím poháru prohrál ve finále 1:2 Juventusu. V LM byl vyřazen Realem Madrid v osmifinále (celkem 1:4).
V následující sezoně neobhájil úspěchy z minulé sezony, ale i tak odehrál celkem 37 utkání a vstřelil 2 branky.
Dne 6. července 2022 byl poslán na hostování s povinnou opcí do mateřské Monzy (nově poprvé ve své historii postoupila do Serie A). Okamžitě mu byla přidělena kapitánská páska a 2. října vstřelil svůj první gól při výhře 3:0 nad Sampdorii. Klub jej vykoupil a během dvou sezon byl velmi využíván.

### Reprezentační
Poprvé byl povolán do reprezentace trenérem Mancinim v listopadu 2020, a svůj debut si odbyl 11. listopadu, když o poločase přátelského utkání proti Estonsku ve Florencii vystřídal Tonaliho.
Dne 28. května 2021 vstřelil svůj první branku v 75. minutě domácího vítězství 7:0 v přátelském utkání se San Marinem; druhý gól přidal v 87. minutě.
V červnu 2021 byl manažerem Roberto Mancinim dodatečně nominován na ME 2020, a to kvůli zranění Sensiho. Na turnaji odehrál 4 zápasy a vstřelil důležité dvě branky.

## Přestupy
- z Monza do Milán za 30 000 Euro
- z Milán do Atalanta za 7 000 000 Euro
- z Atalanta do Monza za 3 200 000 Euro (hostování)
- z Atalanta do Monza za 12 000 000 Euro

## Statistika

### Klubová
| Sezóna             | Klub               | Liga                 | Liga   | Liga | Ligové poháry | Ligové poháry | Ligové poháry | Kontinentální poháry | Kontinentální poháry | Kontinentální poháry | Celkem | Celkem |
| Sezóna             | Klub               | Soutěž               | Zápasy | Góly | Soutěž        | Zápasy        | Góly          | Soutěž               | Zápasy               | Góly                 | Zápasy | Góly   |
| ------------------ | ------------------ | -------------------- | ------ | ---- | ------------- | ------------- | ------------- | -------------------- | -------------------- | -------------------- | ------ | ------ |
| 2013/14            | Monza              | Lega Pro 2 Divisione | 0      | 0    | IP            | 0             | 0             | -                    | 0                    | 0                    | 0      | 0      |
| 2014/15            | Monza              | Lega Pro             | 20+2   | 3+3  | IP            | 0             | 0             | -                    | 0                    | 0                    | 22     | 6      |
| 2015/16            | Lecce              | Lega Pro             | 3      | 0    | IP            | 0             | 0             | -                    | 0                    | 0                    | 3      | 0      |
| 2016               | Catania            | Lega Pro             | 1      | 0    | -             | 0             | 0             | -                    | 0                    | 0                    | 1      | 0      |
| 2016/17            | Como               | Lega Pro             | 35+1   | 9    | IP            | 2             | 0             | -                    | 0                    | 0                    | 37     | 29     |
| 2017/18            | Spezia             | Serie B              | 38     | 2    | IP            | 0             | 0             | -                    | 0                    | 0                    | 38     | 2      |
| 2018/19            | Atalanta           | Serie A              | 12     | 0    | IP            | 2             | 0             | EL                   | 5                    | 0                    | 19     | 0      |
| 2019/20            | Verona             | Serie A              | 35     | 7    | IP            | 0             | 0             | -                    | 0                    | 0                    | 35     | 7      |
| 2020/21            | Atalanta           | Serie A              | 28     | 2    | IP            | 5             | 2             | LM                   | 7                    | 0                    | 40     | 4      |
| 2021/22            | Atalanta           | Serie A              | 27     | 1    | IP            | 2             | 0             | LM+EL                | 4+4                  | 1+0                  | 37     | 2      |
| Celkem za Atalantu | Celkem za Atalantu | Celkem za Atalantu   | 67     | 3    | -             | 9             | 2             | -                    | 20                   | 1                    | 96     | 6      |
| 2022/23            | Monza              | Serie A              | 35     | 5    | IP            | 1             | 0             | -                    | 0                    | 0                    | 36     | 5      |
| 2023/24            | Monza              | Serie A              | 33     | 6    | IP            | 1             | 0             | -                    | 0                    | 0                    | 35     | 6      |
| 2024/25            | Monza              | Serie A              | ?      | ?    | IP            | ?             | ?             | -                    | 0                    | 0                    | ?      | ?      |
| Celkem za Monzu    | Celkem za Monzu    | Celkem za Monzu      | 90     | 17   | -             | 2             | 0             | -                    | 0                    | 0                    | 92     | 17     |
| Celkově            | Celkově            | Celkově              | 271    | 38   | -             | 13            | 2             | -                    | 20                   | 1                    | 303    | 41     |

#### Statistika na velkých turnajích
| Reprezentace | Rok     | Zápasy             | Zápasy | Zápasy    | Zápasy           | Zápasy           | Zápasy            |
| Reprezentace | Rok     | Fáze turnaje       | Datum  | Soupeř    | Odehraných minut | Vstřelené branky | Výsledek          |
| ------------ | ------- | ------------------ | ------ | --------- | ---------------- | ---------------- | ----------------- |
| Itálie       | ME 2020 | 2 zápas ve skupině | 16. 6. | Švýcarsko | 3                | 0                | 3:0               |
| Itálie       | ME 2020 | 3 zápas ve skupině | 20. 6. | Wales     | 87               | 1                | 1:0               |
| Itálie       | ME 2020 | Osmifinále         | 26. 6. | Rakousko  | 53               | 1                | 2:1 v Prodl.      |
| Itálie       | ME 2020 | Semifinále         | 6. 7.  | Španělsko | 46               | 0                | 1:1 (4:2 na pen.) |

#### Reprezentační branky
| Gól | Datum       | Stadion                         | Soupeř     | Skóre | Výsledek | Soutěž                 |
| --- | ----------- | ------------------------------- | ---------- | ----- | -------- | ---------------------- |
| 010 | 28. 5. 2021 | Unipol Domus, Cagliari, Itálie  | San Marino | 5:0   | 7:0      | Přátelské utkání       |
| 02  | 28. 5. 2021 | Unipol Domus, Cagliari, Itálie  | San Marino | 7:0   | 7:0      | Přátelské utkání       |
| 03  | 20. 6. 2021 | Stadio Olimpico, Řím, Itálie    | Wales      | 1:0   | 1:0      | ME 2020 – skupina      |
| 04  | 11. 6. 2017 | Wembley Stadium, Londýn, Anglie | Rakousko   | 2:0   | 2:1      | ME 2020 – osmifinále   |
| 05  | 26. 3. 2023 | ?, Ta' Qali, Malta              | Malta      | 0:2   | 0:2      | Kvalifikace na ME 2024 |

## Úspěchy

### Reprezentační
- 1× na ME (2020 – zlato)
- 1× na MS U20 (2017 – bronz)

### Vyznamenání
Řád zásluh o Italskou republiku (16. 7. 2021) z podnětu Prezidenta Itálie